# Mad Max Beyond Thunderdome (soundtrack)
Mad Max Beyond Thunderdome is de originele soundtrack van de gelijknamige film, met in de hoofdrollen Mel Gibson en Tina Turner. Het album werd oorspronkelijk uitgebracht in 1985 op het Capitol Records-label en werd talloze keren opnieuw uitgegeven op verschillende labels.

## Original Motion Picture Soundtack
Het album bevat naast twee nummers van Turner uit de film en een instrumentale versie ook 26 minuten van de originele orkestpartituur, gecomponeerd en gedirigeerd door Maurice Jarre en uitgevoerd door het Royal Philharmonic Orchestra. Het nummer "We Don't Need Another Hero (Thunderdome)" werd geschreven door Terry Britten en Graham Lyle en het nummer "One of the Living" door Holly Knight.
Het album kwam in de Nederlandse Album Top 100 lijst binnen op 21 september 1985.

### Tracklijst
| 1.                 | "We Don't Need Another Hero (Thunderdome)" – Tina Turner                | 6:05  |
| 2.                 | "One of the Living" – Tina Turner                                       | 5:59  |
| 3.                 | "We Don't Need Another Hero (Thunderdome)" (Instrumental) – Tina Turner | 6:30  |
| 4.                 | "Bartertown" – Maurice Jarre & Royal Philharmonic Orchestra             | 8:28  |
| 5.                 | "The Children" – Maurice Jarre & Royal Philharmonic Orchestra           | 2:11  |
| 6.                 | "Coming Home" – Maurice Jarre & Royal Philharmonic Orchestra            | 15:10 |
| Totale duur: 44:27 |                                                                         |       |

## The Complete Motion Picture Score
In 2010 werd een luxe editie van de soundtrack uitgebracht, deze bevat de volledige partituur van Maurice Jarre met muziekstukken die uiteindelijk in de uiteindelijke film werden vervangen door de liedjes van Tina Turner. Hoewel Jarre's alternatieve stukken van het originele album als bonustracks waren opgenomen, werden de nummers van Turner niet opgenomen vanwege licentieproblemen.

### Tracklijst
| 1.                 | "Original Main Title Music"                                            | 2:00 |
| 2.                 | "Max's Theme" / "The Desert"                                           | 2:41 |
| 3.                 | "Bartertown Theme"                                                     | 1:55 |
| 4.                 | "Accents 2 Suspense"                                                   | 3:48 |
| 5.                 | "Tragic Saxophone"                                                     | 0:40 |
| 6.                 | "Heartbeat" / "Pigrock"                                                | 3:48 |
| 7.                 | "Master Blaster" / "The Manipulator" / "Embargo" / "Entity Humiliated" | 2:29 |
| 8.                 | "The Discovery"                                                        | 2:01 |
| 9.                 | "Conspiracy"                                                           | 0:35 |
| 10.                | Thunderdome"                                                           | 4:52 |
| 11.                | "Darkness" / "Gulag"                                                   | 3:48 |
| 12.                | "Master in Underworld" / "Desert Hallucinating"                        | 5:21 |
| 13.                | "Magical"                                                              | 3:02 |
| 14.                | "Children's Theme"                                                     | 2:13 |
| 15.                | "Ceremony"                                                             | 1:12 |
| 16.                | "Confusion"                                                            | 1:14 |
| 17.                | "The Telling" / "I Ain't Captain Walker"                               | 4:01 |
| 18.                | "Compassion"                                                           | 3:18 |
| 19.                | "Tyrant"                                                               | 2:45 |
| 20.                | "The Leaving"                                                          | 5:05 |
| 21.                | "Underworld Takeover"                                                  | 2:19 |
| 22.                | "Arrival"                                                              | 2:59 |
| Totale duur: 62:06 |                                                                        |      |

| 1.                 | "Max and Savannah Escape"                                                  | 3:05  |
| 2.                 | "Boarding the Train"                                                       | 2:22  |
| 3.                 | "Bartertown Destruction"                                                   | 4:03  |
| 4.                 | "The Big Chase!"                                                           | 11:44 |
| 5.                 | "Epilogue"                                                                 | 3:18  |
| 6.                 | "Bartertown"                                                               | 8:27  |
| 7.                 | "The Children"                                                             | 2:12  |
| 8.                 | "Coming Home"                                                              | 15:15 |
| 9.                 | "Piano Overdubs for "The Big Chase!""                                      | 2:37  |
| 10.                | "Organ Effects"                                                            | 0:39  |
| 11.                | "Plastic Tube Effects"                                                     | 0:47  |
| 12.                | "Wild Chords"                                                              | 0:25  |
| 13.                | "I Ain't Captain Walker" (uitgevoerd door het Praags Filharmonisch Orkest) | 5:02  |
| Totale duur: 59:56 |                                                                            |       |